# Kanton Quercy-Rouergue
 Quercy-Rouergue  is een kanton van het Franse departement Tarn-et-Garonne. Het kanton maakt deel uit van het arrondissement Montauban.
In 2020 telde het 13.744 inwoners.

Het kanton werd gevormd ingevolge het decreet van 27 februari 2014 , met uitwerking op 22 maart 2015, met Septfonds als hoofdplaats.

## Gemeenten
Het kanton omvat volgende 25 gemeenten:.
- Castanet
- Caylus
- Cayriech
- Cazals
- Espinas
- Féneyrols
- Ginals
- Labastide-de-Penne
- Lacapelle-Livron
- Laguépie
- Lapenche
- Lavaurette
- Loze
- Monteils
- Mouillac
- Parisot
- Puylagarde
- Puylaroque
- Saint-Antonin-Noble-Val
- Saint-Cirq
- Saint-Georges
- Saint-Projet
- Septfonds
- Varen
- Verfeil